# Niels Hack
Niels Hack, död 8 januari 1508, var ett danskt riksråd. 
Niels Hack var son till Mogens Hack och Lene Rönnow. Han deltog i mötet i Kalundborg då kung Hans valdes till kung. Åtminstone från 1487 finns han omnämnd som riksråd. Han var gift med Tale Brostrup, dotter till Hans Brostrup till Tommarp, som var bror till ärkebiskop Jens Brostrup. Efter Jens Brostrups död hamnade Niels Hack i en våldsam konflikt med den nye ärkebiskopen, Birger Gunnersen. Niels Hack hade lagt beslag på kyrkans egendomar vid Häckeberga och Börringe kloster, som han hade i förläning. När ärkebiskopen anklagade Poul Laxmand och Oluf Stigsen (Krognos) för högförräderi efter uttalanden under ett möte 1500 i Sölvesborg tycks även Niels Hack ha omfattats av anklagelsen. Detta trots att Niels Hack i ett brev uppmanat det svenska rådet att avvakta med att göra uppror tills saken tagits upp i alla de tre rikenas råd. 1502 deltog Niels Hack och ärkebiskopen i riksrådsförhandlingen kring mordet på Poul Laxmand. Han fick även Holbæk i förläning vid denna tid. Han deltog 1505 i mötet i Kalmar, där Norges och Danmarks riksråd dömde Sten Sture den yngre och det svenska riksrådet. 
Den 6 januari 1508 hade Niels Hack tillsammans med ärkebiskopen, övriga riksråd och många skånska adelsmän kallats till kungamöte på Helsingborgs slott. Av okänd anledning dödades Niels Hack den 8 januari av Anders Bille, svärson till Oluf Stigsen. Hans släkting Henrik Krummedige övertog änkans och barnens krav. Anders Bille blev tvungen att köpa sig fred genom ett ofantligt böter i pengar och jordegendom som tyngde honom i många år. Tvisten avgjordes först 1513 vid Kristian II:s handfästning. Redan tidigare hade Anders Bille slutit fred med kung Hans och ärkebiskopen, även om han aldrig fick något straff.